# نانسي هايغ
نانسي هايغ (بالإنجليزية: Nancy Haigh)‏ (و. القرن 20  م) هي مصممة الإنتاج، من الولايات المتحدة الأمريكية، ولدت في الولايات المتحدة الأمريكية.

## جوائز وترشيحات
حصلت على جوائز منها:
- جائزة الأوسكار لأفضل تصميم إنتاج، عن عمل: بجزي.

ترشحت لـ:
- جائزة الأوسكار لأفضل تصميم إنتاج، عن عمل: بجزي
- جائزة الأوسكار لأفضل تصميم إنتاج، عن عمل: فتيات الحلم
- جائزة الأوسكار لأفضل تصميم إنتاج، عن عمل: عزم حقيقي
- جائزة الأوسكار لأفضل تصميم إنتاج، عن عمل: طريق إلى الهلاك
- جائزة الأوسكار لأفضل تصميم إنتاج، عن عمل: بارتون فينك
- جائزة الأوسكار لأفضل تصميم إنتاج، عن عمل: فورست جامب
- جائزة الأوسكار لأفضل تصميم إنتاج، عن عمل: يعيش القيصر.

## وصلات خارجية
- نانسي هايغ على موقع IMDb (الإنجليزية)
- نانسي هايغ على موقع أول موفي (الإنجليزية)
- نانسي هايغ على موقع قاعدة بيانات الفيلم (الإنجليزية)